# Catalina Aristizábal
Catalina Aristizábal Humar (Medellín, 5 de junio de 1978) es una modelo, presentadora, periodista y actriz colombiana. Hija de la actriz colombiana de los años 1970, Yamile Humar.

## Biografía

### Modelo profesional
Desde muy joven se involucró en el mundo del modelaje, inició su carrera de modelaje a los 13 años con la agencia Stock Models. Al comienzo fue modelo de catálogos de joyas y de maquillaje, posteriormente desfiló en importantes pasarelas nacionales con colecciones de ropa informal, interior e incluso de alta costura. Asimismo ha sido elegida por varias empresas reconocidas como la imagen de sus campañas publicitarias.
En 1998, Catalina viajó para modelar en México, allí vivió durante siete meses junto a su mejor amiga, la también modelo Patricia Vásquez.

### Ingreso a la televisión
Cuando se sintió agotada regresó a Colombia, gracias a su amiga Patricia Vásquez quien trabajaba en una producción del Canal RCN e invitaba a Catalina a las grabaciones, Aristizábal se vinculó a RCN. En una de esas visitas al set de grabaciones, Félix de Bedout, el director de Noticias RCN le propuso hacer un casting para presentar la parte de farándula del noticiero y de una vez quedó elegida. Tal noticia fue sorpresiva para Catalina, quien llevaba un semestre de Comunicación, Radio y Televisión en la academia Arco.
Catalina inició presentando la sección de entretenimiento y farándula de Noticias RCN de los fines de semana, pero varios meses después pasó a ser la presentadora principal de la franja de lunes a viernes, en las emisiones de 12:30, 17:00 y 22:00.
En julio de 2002, Catalina es llamada por Daniel Coronell ahora director del informativo Noticias Uno, del Canal Uno, para asumir la presentación de la sección Catalina y Punto.

### Período sabático
En diciembre del mismo año, Aristizábal decidió retirarse del Noticias Uno y en general de los medios de comunicación, para tomar un tiempo sabático, de reflexión y yoga en la India.
De vuelta en Colombia después de más de 6 meses en la India, Catalina fue portada de prestigiosas revistas y publicaciones, igualmente retomó su carrera de modelo de importantes productos de belleza y marcas de ropa y accesorios.

### Carrera actoral
Su regreso a la pantalla chica fue muy esperado, especialmente por su nueva faceta, ahora como actriz, su preparación estuvo complementada por las clases de actuación con Laura García.
A finales de 2003, Catalina fue elegida como actriz protagonista de la exitosa telenovela del Canal Caracol Mesa para tres, junto al también actor Diego Cadavid y el mexicano Héctor Arredondo, siendo este su debut como actriz y a la vez su primer protagónico. La siguiente producción en la que Catalina actuó fue la exitosa telenovela La saga, negocio de familia. También actuó como presentadora de una emisora en la serie de televisión Tu voz estéreo.
Aristizábal debutó en la pantalla grande protagonizando la película colombiana Bluff como Margarita. Luego le siguió Rosario Tijeras y Dios los junta y ellos se separan.
Una de sus actuaciones más importantes es actual, en la exitosa telenovela colombiana La quiero a morir, donde encarna a Cecilia, la mejor amiga de la protagonista.
De 2017 a 2018, fue la conductora del reality, Desafío.

## Vida personal
Catalina actualmente está radicada en Miami y está casada con el exfutbolista, empresario y modelo profesional Lucas Jaramillo, con quien tiene dos hijos. Es prima hermana de Xiomara Xibille.

## Filmografía

### Televisión
| Año       | Título                     | Personaje                  | Canal              |
| --------- | -------------------------- | -------------------------- | ------------------ |
| 2008-2009 | La quiero a morir          | Cecilia Solano             | Caracol Televisión |
| 2006-2007 | Tu voz estéreo             | Milena Orozco              | Caracol Televisión |
| 2005-2006 | El baile de la vida        | Omaira Zambrano            | Caracol Televisión |
| 2004-2005 | La mujer en el espejo      | Regina Soler Joven         | Telemundo          |
| 2004-2005 | La saga negocio de familia | Clemencia Angarita (Joven) | Caracol Televisión |
| 2004      | Mesa para tres             | Andrea Zavatti             | Caracol Televisión |

## Reality
| Año  | Título                                | Rol          | Canal              |
| ---- | ------------------------------------- | ------------ | ------------------ |
| 2018 | Desafío 2018: Súper Humanos           | Presentadora | Caracol Televisión |
| 2017 | Desafío 2017: Súper Humanos, Cap Cana | Presentadora | Caracol Televisión |
| 2014 | Colombia's Next Top Model 2           | Jurado       | Caracol Televisión |
| 2013 | Colombia's Next Top Model             | Jurado       | Caracol Televisión |

## Noticieros
| Año       | Producción                     | Canal     |
| --------- | ------------------------------ | --------- |
| 2011-2016 | CM&, La Noticia                | Canal Uno |
| 2002-2003 | Noticias Uno: Catalina y punto | Canal Uno |
| 1999-2002 | Noticias RCN: Farándula        | Canal RCN |

## Cine
| Año  | Título                            | Personaje |
| ---- | --------------------------------- | --------- |
| 2005 | Rosario Tijeras                   | Greta     |
| 2006 | Dios los junta y ellos se separán | Maria     |
| 2007 | Bluff                             | Margarita |

## Premios
| Año  | Premio             | Categoría                          | Producción     | Resultado |
| ---- | ------------------ | ---------------------------------- | -------------- | --------- |
| 2004 | Premio Caracol     | Mejor Actriz Revelación            | Mesa para tres | Ganadora  |
| 2004 | Orquídea Usa       | Actriz de proyección Internacional | Mesa para tres | Ganadora  |
| 2018 | Premios Tvynovelas | Presentador de variedades          | Desafío 2018   | Nominada  |